# Alboculus zhejiangensis
Espèce
Synonymes
- Phrurolithus zhejiangensis Song & Kim, 1991

Alboculus zhejiangensis est une espèce d'araignées aranéomorphes de la famille des Phrurolithidae.

## Distribution
Cette espèce est endémique de Chine. Elle se rencontre au Zhejiang et au Jiangxi.

## Description
La femelle holotype mesure 2,71 mm.
Le mâle décrit par Liu, Luo, Ying, Xiao, Xu et Xiao en 2020 mesure 2,50 mm et la femelle 2,40 mm.

## Systématique et taxinomie
Cette espèce a été décrite sous le protonyme Phrurolithus zhejiangensis par Song et Kim en 1991. Elle est placée dans le genre Otacilia par Zamani et Marusik en 2020 puis dans le genre Alboculus par Liu, Luo, Ying, Xiao, Xu et Xiao en 2020.

## Étymologie
Son nom d'espèce, composé de zhejiang et du suffixe latin -ensis, « qui vit dans, qui habite », lui a été donné en référence au lieu de sa découverte, le Zhejiang.

## Publication originale
- Song & Kim, 1991 : « On some species of spiders from Mount West Tianmu, Zhejiang, China (Araneae). » Korean Arachnology, vol. 7, p. 19-27.